# Göteborgs BK
Maillots
Dernière mise à jour : 20 octobre 2011.
Le Göteborgs BK  est un ancien club de football suédois situé à Göteborg. Il s'agit du plus ancien club suédois dont le nom nous soit connu, et du deuxième plus ancien dans l'absolu, seulement précédé par  une société de gymnastes mentionnée dans un article du Göteborgs-Posten datant de mai 1874 sans qu'il soit fait part du nom de cette dernière. Le Göteborgs BK a été fondé en 1875 et a vraisemblablement commencé à jouer au football suédois, une forme du football intégrant quelques spécificités du rugby. Son premier président se nommait G. Bohlander, un négociant de la ville.
Göteborgs BK fait partie des clubs qui ont uniformisé les règles du football suédois en 1885, en compagnie du Stockholms BK et du Visby BK. Ces trois clubs représentaient ce qui se faisait de mieux en Suède à cette époque dans les trois villes leaders sur le plan du développement du football. Les règles qu'ils mirent sur pieds devinrent celles qui servirent de base dans tout le pays pour la pratique du football suédois. 
Le club a aussi participé à un festival sportif arrangé par le Göteborgs GS, un club de gymnastique, le 4 septembre 1887, au cours duquel deux de ses équipes jouèrent un match l'une contre l'autre sur le terrain Heden de Göteborg. Carl Bliberg, président du club sportif d'IS Lyckans Soldater ou son frère (voir les deux) participèrent à cette rencontre. L'année suivante, son club commença à son tour à jouer au football suédois avant de disputer, en 1892, face à Örgryte IS, le premier match de football moderne à se jouer sur le sol suédois entre deux formations suédoise.
Nous ne savons pas quand le Göteborgs BK a cessé d'exister. Une source indique que le club s'est reformé en 1882 en tant que Göteborg IK, club qui cessa d'exister à son tour vers 1885. Il existe toutefois une incertitude sur le terme « reformé » : le club avait-il déjà disparu ou fut-il simplement réorganisé cette année-là ?
Le football n'était pas la seule activité du club qui proposait d'autres sports à ses adhérents tels que le cricket, l'athlétisme ou l'aviron.